# Pont nélküli és pontos i
A török ábécében a latin I / i betűnek két különálló változata van:
- az egyik sem kis-, sem nagybetűs formájában nem tartalmaz pontot: I ı – ez a hátul képzett, felső nyelvállású, ajakréses magánhangzót jelöli (/ɯ/) a törökben és más türk nyelvekben;
- a másiknak viszont kis- és nagybetűs alakjában egyaránt pont szerepel: İ i – ez az elöl képzett, felső nyelvállású, ajakréses magánhangzót jelöli (/i/), amely egyébként a magyar nyelvben is használatos.

Az ı (latin small letter dotless i) a török ábécé tizenegyedik betűje, az İ (latin capital letter i with dot above) pedig a tizenkettedik (előttük a h áll, utánuk a j).
Mindkét betű megfigyelhető Diyarbakır nevében, amelynek első és utolsó magánhangzója eltér (/dijaɾˈbakɯɾ/). Isztambul neve eredeti török írásmóddal ugyanakkor İstanbul, amelynek első betűje pontot tartalmaz.

## Karakterkódolásuk
|                | İ           | ı           |
| -------------- | ----------- | ----------- |
| EBCDIC         | 304         | 305         |
| bináris EBCDIC | 1 0011 0000 | 1 0011 0001 |
| Unicode        | U+0130      | U+0131      |
| HTML/XML       | İ           | &dotlessi;  |

## Az ı használata
Az ı a törökkel rokon írásokban, így az azeri, tatár, krími tatár, valamint egyes, ma is cirill írást használó nyelvek (nem)hivatalos latinizált verzióiban is megtalálható (pl. a kazak nyelvben). Cirill írásbeli párja általában a ы (jeri).

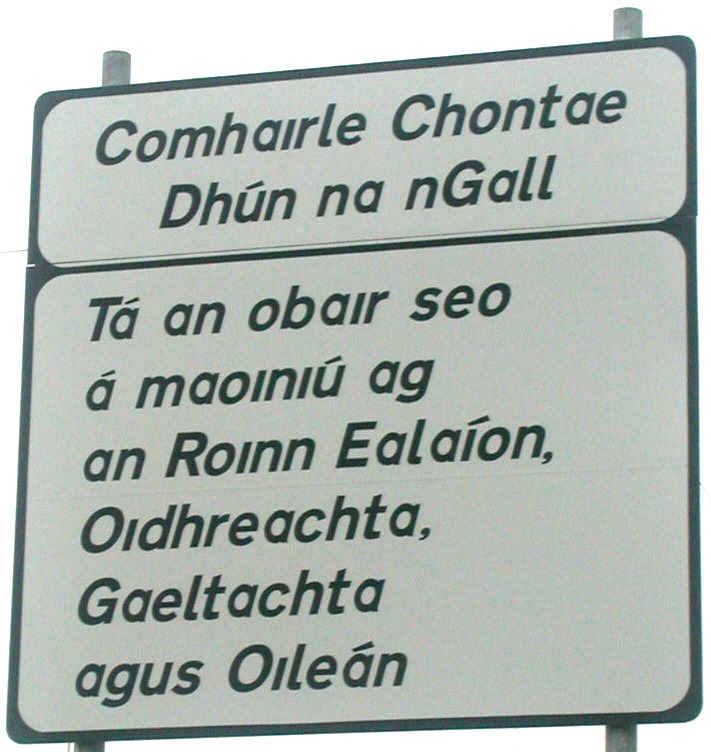
Ír pont nélküli i használata egy közlekedési táblán

Az i betűnek ez a változata az ír nyelvben is megtalálható: bizonyos betűkészletek csak ezt a verzióját tartalmazzák. Főképpen feliratokon, útjelző táblákon találkozni ezzel a használattal.

## Fordítás
- Ez a szócikk részben vagy egészben  a   Dotted and dotless I című angol Wikipédia-szócikk fordításán alapul.  Az eredeti cikk szerkesztőit annak laptörténete sorolja fel. Ez a jelzés csupán a megfogalmazás eredetét és a szerzői jogokat jelzi, nem szolgál a cikkben szereplő információk forrásmegjelöléseként.

### Angolul
- EBCDIC-kódok
- Unicode-kód
- Török ábécérendbeli helyük